# Cantonul Châlons-en-Champagne-1
Cantonul Châlons-en-Champagne-1 este un canton din arondismentul Châlons-en-Champagne, departamentul Marne, regiunea Champagne-Ardennen, Franța.

## Comune
- Châlons-en-Champagne (parțial)